# Cissampelos grandifolia
Cissampelos grandifolia är en tvåhjärtbladig växtart som beskrevs av José Jéronimo Triana och Planch.. Cissampelos grandifolia ingår i släktet Cissampelos och familjen Menispermaceae. Inga underarter finns listade i Catalogue of Life.